# بطرس حرب
بطرس حرب (3 أغسطس 1944 -)، سياسي وحقوقي لبناني، وهو عضو في مجلس النواب اللبناني ووزير الاتصالات اللبناني السابق بحكومة الرئيس تمام سلام. على الرغم من إنه عضو بتحالف 14 آذار إلا إنه ظهرت له عده آراء متمايزه عنهم خصوصًا أثناء فترة الحديث عن انتخاب رئيس جمهورية جديد خلفًا للرئيس إميل لحود وما تلاه من فراغ رئاسي، حيث أعلن أنه لن يترشح للمنصب الرئاسي إذا انتخب الرئيس على نصاب النصف زائد واحد والذي تملكة تحالف 14 آذار. وكان اسمه من ضمن الأسماء التي وضعها البطريرك الماروني نصر الله بطرس صفير وقدمها لنبيه بري وسعد الدين الحريري لرئاسة الجمهورية. قام بوضع ترشحه بتصرف البطريرك وهذا يعني انسحابه من الترشح.

## عن حياته
حصل بعام 1965 على إجازة في الحقوق في القانون اللبناني والفرنسي من جامعة القديس يوسف، وتدرج في مهنة المحاماة في مكتب المحامي والنائب السابق جوزف مغبغب.
انتخب نائبًا في مجلس النواب في دورات أعوام 1972، 1996، 2000، 2005 و2009. وبفترة بعد الطائف قاطع أول انتخابات نيابية أجريت بعام 1992 وذلك بسبب قانون الانتخاب وتعين أعضاء بالمجلس السابق.
شغل عدة حقائب وزارية:
- من 16 يوليو 1979 إلى 25 أكتوبر 1980 وزيرًا للتربية الوطنية والفنون الجميلة ووزيرًا للأشغال العامة والنقل المشترك وذلك في حكومة الرئيس سليم الحص في عهد الرئيس إلياس سركيس. وزيراً للاشغال توصل إلى حل الخلاف الواقع بين مجلس تنفيذ المشاريع الكبرى ومتعهّدي تنفيذ أوتوستراد جونيه - طرابلس العالق منذ سنوات وانطلقت عملية التنفيذ. أطلق تلزيم مشروع تطوير مطار بيروت الدولي (مطار رفيق الحريري الدولي اليوم). طرح مشروع منع التهريب واشغال المرافئ غير الشرعية بواسطة سلاح الجو اللبناني. عند إعلان إضراب موظفي المطار اتفق مع مراقبي الطيران الفنيين واتخذ قرارا بفتح مطار رياق العسكري خلال 24 ساعة وسيّر حركة الطيران فيه مما حمل المضربين على حل الإضراب علما أنها كانت المرة الأولى التي يستعمل فيها مطار رياق كمطار مدني.
- في 24 ديسمبر 1990 إلى 16 مايو 1992 وزيرًا للتربية الوطنية والفنون الجميلة وذلك في حكومة الرئيس عمر كرامي في عهد الرئيس إلياس الهراوي. ابرز انجزاته في وزارة التربية:  أطلق يوم العلم "FLAG DAY" في كل المؤسسات التربوية في لبنان. كما أصبح هذا العيد منذ إنشائه عيدا" سنويا" دائما" تحتفل به كل المدارس اللبنانية. وضع مشروعا متكاملا لإعادة النظر في نظام وزارة التربية الوطنية والفنون الجميلة ورفع مشروع بإنشاء وزارة الثقافة.  عزز الجامعة اللبنانية فأنشأ فرع الهندسة فيها وأطلق مشروع إنشاء كلية الطب والصحة العامة. وقع مشروع قانون إلزامية التعليم في مراحله الأولى ومجانيته. أنشأ المجالس التمثيلية في الجامعة اللبنانية.
- في 9 نوفمبر 2009 إلى 13 يونيو 2011 وزيرًا للعمل في حكومة الرئيس سعد الدين الحريري بعهد الرئيس ميشال سليمان.
- في 15 فبراير 2014 وزيراً للاتصالات في الحكومة اللبنانية برئاسة تمام سلام بعهد فخامة الرئيس ميشال سليمان. خلال توليه وزارة الاتصالات أطلق مشروع[1] «خطة الاتصالات 2020» التي كانت أهم وأكبر ورشة تحديث لشبكة الاتصالات في لبنان. كما وبادر إلى نشر تقرير مفصل بعنوان "تحدي الحداثة[2]" عن ما قام به في الوزارة من مشاريع وفق معايير دولية بالتعاون مع شركة الاستشارات Corbel Consulting. حارب التهريب وسرقة الاموال العمومية عبر الإنترنت غير الشرعي والتخابر غير الشرعي، ما ادى إلى شن حرب تشهير ضده من قبل الجهات المتضررة[3] وابرزها ميشال المر صاحب محطة MTV.
- تقدم إلى الانتخابات النيابية عام 2018 لكنه خسر الانتخابات بعد ان شغل المنصب لفترة 40 عاماً.[4]

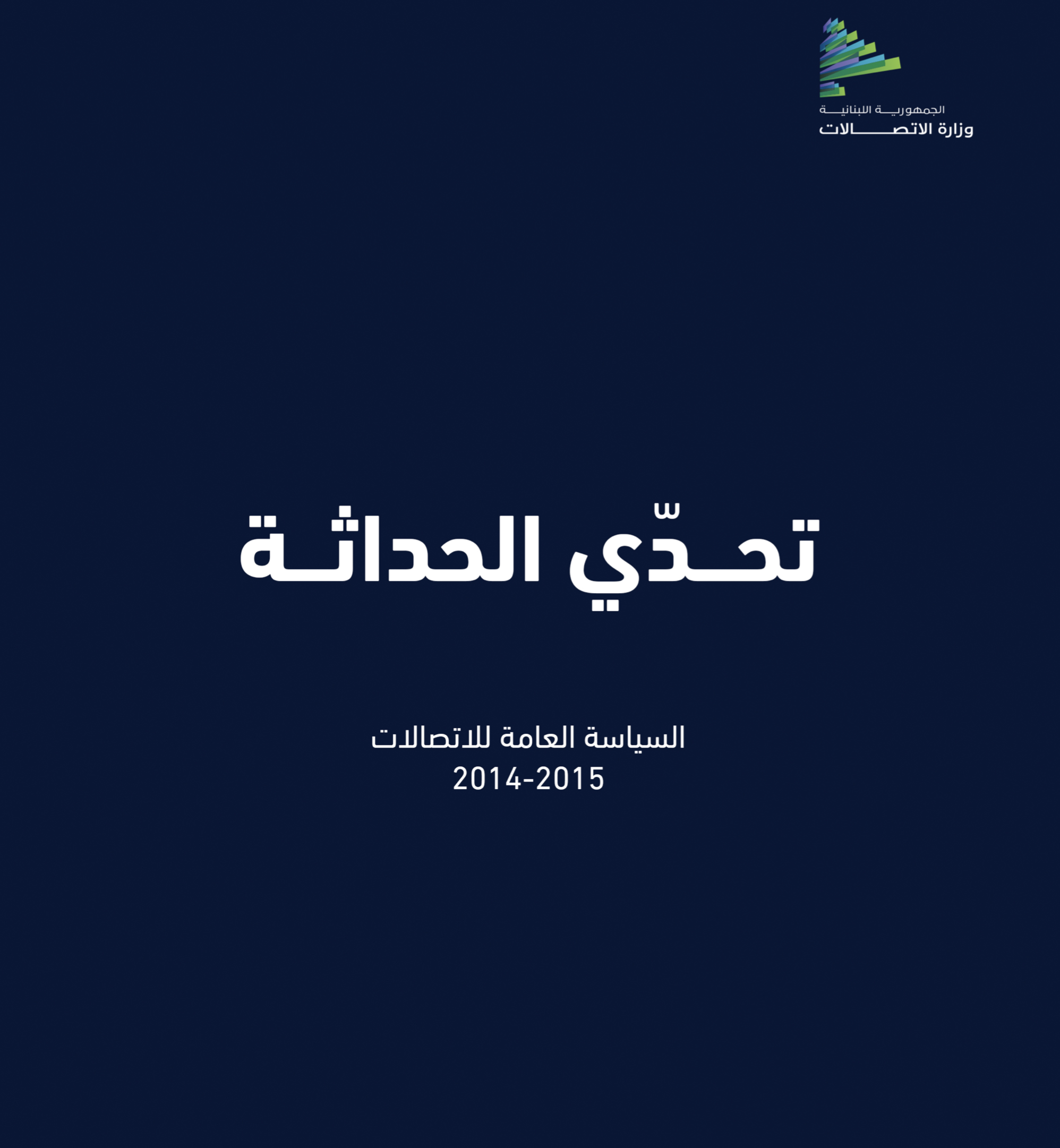

### محاولة الاغتيال
تعرض في عام 2012 لمحاولة اغتيال عبر عبوة ناسفة وصواعق تفجير وضعت في مصعد المبنى الذي يضم مكتبه.

## حياته الأسرية
بطرس حرب هو ابن شقيق النائب اللبناني السابق جان حرب، وهو متزوج من مارلين جوزف تابت، ولديهما من الأبناء:
- المحامي مجد حرب (مواليد 1991).
- نور (مواليد 1994).
- المحامية هلا (مواليد 1994).